# Horst Söhnlein
Horst Söhnlein (Alemania, 13 de octubre de 1942-23 de marzo de 2023) fue un activista alemán, activo en el movimiento estudiantil de la década de los sesenta, estuvo involucrado en los incendios de unos grandes almacenes el 2 de abril de 1968.
El 2 de abril de 1968, junto a Andreas Baader, Gudrun Ensslin y Thorwald Proll, incendió dos grandes almacenes en Fráncfort del Meno como protesta contra la Guerra de Vietnam. Todos serían arrestados dos días después.
Los cuatro acusados fueron enjuiciados por incendio y hacer peligrar la vida humana, siendo sentenciados a tres años en prisión. En junio de 1969 fueron liberados por una Amnistía para presos políticos, pero en noviembre de ese mismo año, la Corte Federal Constitucional (Bundesverfassungsgericht) ordenó que regresaran a custodia, Baader, Ensslin y Proll escaparon hacia París, Horst Söhnlein cumplió la orden y se presentó en prisión, marginándose del grupo que posteriormente va a dar forma a la Fracción del Ejército Rojo.
Söhnlein nunca más se vinculó a la violencia. Se casó con la actriz Ursula Strätz quien compró un antiguo cine en Fráncfort del Meno y lo convirtieron en teatro, dedicándose a las artes escénicas.